# Mango

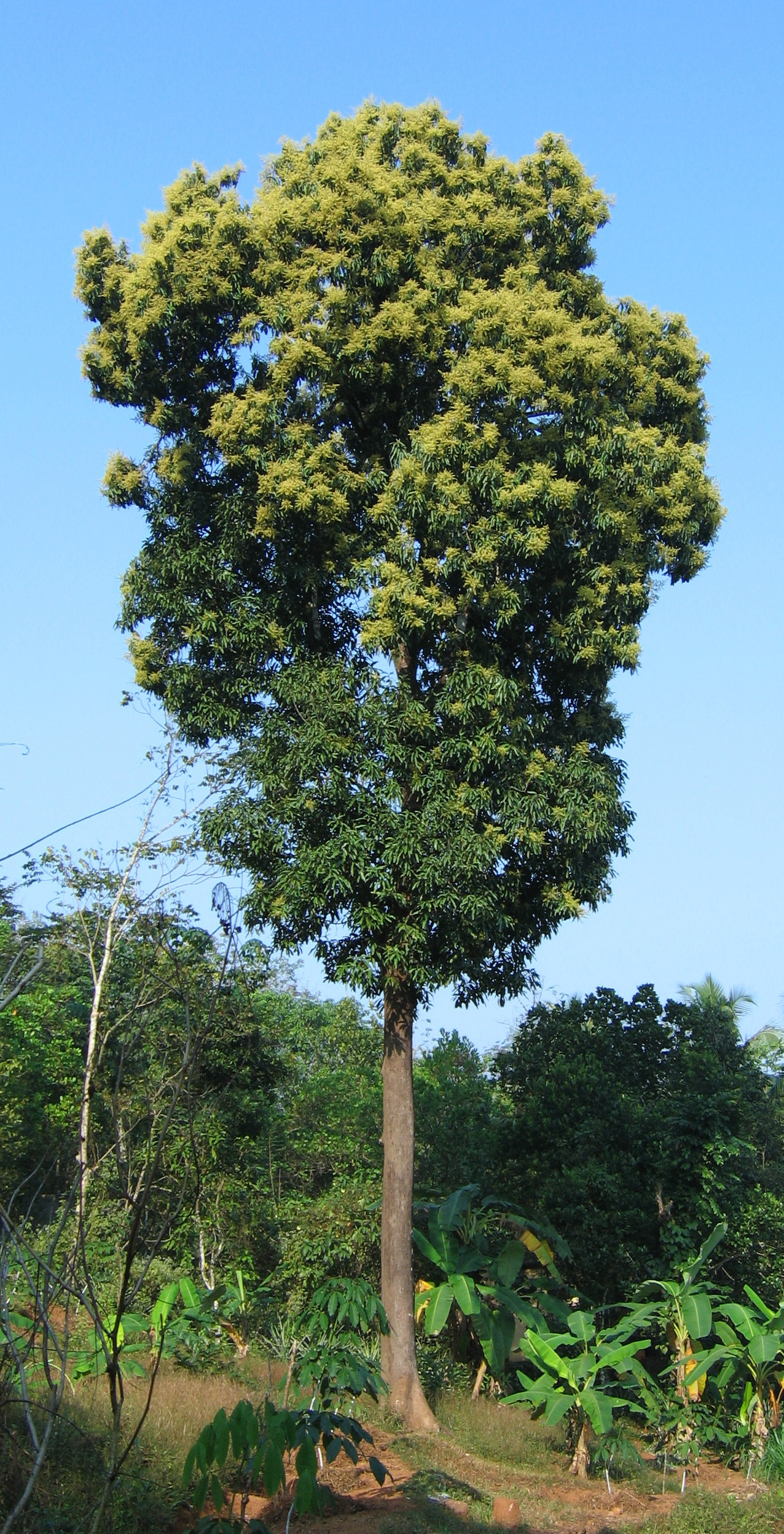
Kwitnące drzewo mango w indyjskim stanie Kerala

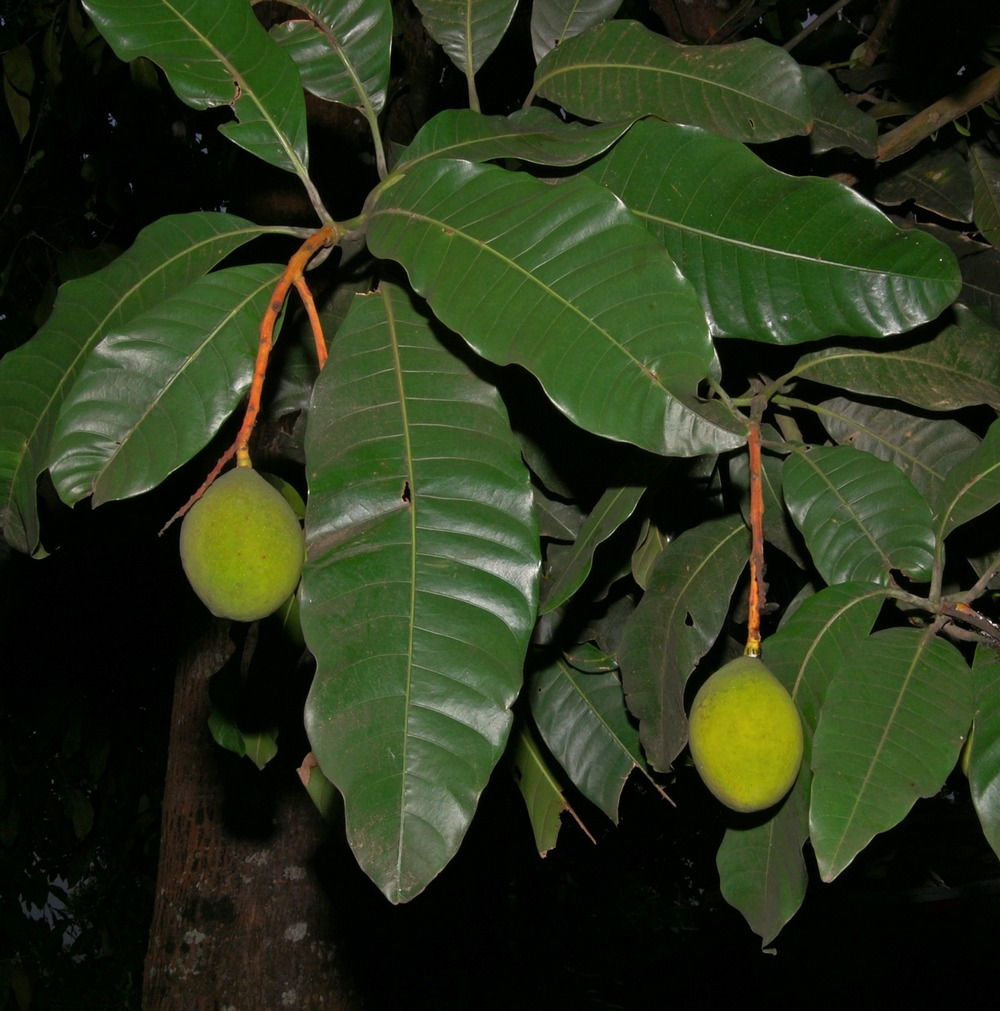
Mangifera odorata

Mango (Mangifera L.) – rodzaj roślin z rodziny nanerczowatych. Obejmuje co najmniej 64 gatunki. Występują one naturalnie w południowej i południowo-wschodniej Azji. Ok. 25 gatunków uprawianych jest dla jadalnych owoców, ale większość lokalnie. Szeroko rozpowszechnionym w strefie międzyzwrotnikowej drzewem owocowym jest mango indyjskie (M. indica). Poza tym do częściej uprawianych należy mieszaniec tego gatunku i M. foetoida – M. × odorata, lepiej rosnący w miejscach z wyższym poziomem wód. Ceniony dla owoców o skórce zdejmowanej podobnie jak u banana jest M. pajang. Poza dostarczaniem owoców, drzewa z tego rodzaju sadzone są jako cieniodajne.

## Morfologia i biologia
PokrójWiecznie zielone, gęsto ulistnione drzewa. Drzewa mango osiągają 35–40 m wysokości, średnica korony wynosi zaś do 10 m. Są to drzewa długowieczne, niektóre osiągają wiek 300 lat. W głębokiej glebie korzenie palowe dochodzą do 6 m długości, mają także liczne, szeroko się rozgałęziające korzenie boczne; posiadają także liczne dodatkowe korzenie mocujące je w glebie i zapewniające roślinie dostęp do większej ilości składników odżywczych.
LiścieWiecznie zielone, proste, umiejscowione skrętolegle, osiągające długość 15–35 cm i szerokość 6–16 cm. Młode mają barwę różowopomarańczową, później zmieniają barwę na ciemnoczerwoną, połyskliwą, następnie ciemnozieloną, gdy osiągną dojrzałość.
KwiatySkupione są w wiechach umiejscowionych na końcu gałęzi, mających długość 10–40 cm; są małe, mają 5 białych płatków długości 0,5–1 cm. Wydają łagodny, słodki zapach, przypominający konwalię.
Owoce
Pestkowce z dużym nasieniem o 3 zarodkach. Dwa z tych zarodków powstają w wyniku zapłodnienia, trzeci powstaje z innych tkanek. Badania wykazały, że jeśli podczas kiełkowania usunięte zostaną dwa zarodki powstałe w wyniku zapłodnienia, to trzeci zarodek da początek roślinie odtwarzającej cechy organizmu matecznego. Znanych jest ponad 400 odmian mango, wiele z nich dojrzewa w lecie, niektóre wydają plon dwa razy do roku.

## Systematyka
Synonim
Phanrangia  Tardieu
Pozycja systematyczna według Angiosperm Phylogeny Website (2001...)
Rodzaj z podrodziny Anacardioideae, rodziny nanerczowatych (Anacardiaceae), która wraz z grupą siostrzaną osoczynowate (Burseraceae) należą do rzędu mydleńcowców, kladu różowych w obrębie okrytonasiennych.
Pozycja w systemie Reveala (1993–1999)
Gromada okrytonasienne (Magnoliophyta Cronquist), podgromada Magnoliophytina Frohne & U. Jensen ex Reveal, klasa Rosopsida Batsch, podklasa różowe (Rosidae Takht.), nadrząd Rutanae Takht., rząd Burserales Baskerville, podrząd Anacardiineae  Engl., rodzina nanerczowate (Anacardiaceae Lindl.), plemię Mangifereae Marchand, rodzaj mango (Mangifera L.).
Wykaz gatunków
- Mangifera acutigemma Kosterm.
- Mangifera altissima Blanco
- Mangifera andamanica King
- Mangifera applanata Kosterm.
- Mangifera austroindica Kosterm.
- Mangifera blommesteinii Kosterm.
- Mangifera bullata Kosterm.
- Mangifera caesia Jack
- Mangifera caloneura Kurz
- Mangifera campnospermoides Kosterm.
- Mangifera camptosperma Pierre
- Mangifera casturi Kosterm.
- Mangifera cochinchinensis Engl.
- Mangifera collina Kosterm.
- Mangifera decandra Ding Hou
- Mangifera dewildei Kosterm.
- Mangifera dongnaiensis Pierre
- Mangifera duperreana Pierre
- Mangifera flava Evrard
- Mangifera foetida Lour.
- Mangifera gedebe Miq.
- Mangifera gracilipes Hook.f.
- Mangifera griffithii Hook.f.
- Mangifera havilandii Ridl.
- Mangifera indica L. – mango indyjskie
- Mangifera inocarpoides Merr. & L.M.Perry
- Mangifera khasiana Pierre
- Mangifera khoonmengiana Kochummen
- Mangifera lagenifera Griff.
- Mangifera lalijiwa Kosterm.
- Mangifera laurina Blume
- Mangifera linearifolia (Mukh.) Kosterm.
- Mangifera macrocarpa Blume
- Mangifera magnifica Kochummen
- Mangifera mariana Buch.-Ham.
- Mangifera merrillii Mukherji
- Mangifera minor Blume
- Mangifera minutifolia Evrard
- Mangifera monandra Merr.
- Mangifera nicobarica Kosterm.
- Mangifera odorata Griff.
- Mangifera orophila Kosterm.
- Mangifera pajang Kosterm.
- Mangifera paludosa Kosterm. ex S.K.Ganesan
- Mangifera parvifolia Boerl. & Koord.-Schum.
- Mangifera pedicellata Kosterm.
- Mangifera pentandra Hook.f.
- Mangifera persiciforma C.Y.Wu & T.L.Ming
- Mangifera pseudoindica Kosterm.
- Mangifera quadrifida Jack
- Mangifera reba Pierre
- Mangifera rubropetala Kosterm.
- Mangifera rufocostata Kosterm.
- Mangifera similis Blume
- Mangifera subsessilifolia Kosterm.
- Mangifera sulavesiana Kosterm.
- Mangifera sumatrana Miq.
- Mangifera sumbawaensis Kosterm.
- Mangifera superba Hook.f.
- Mangifera swintonioides Kosterm.
- Mangifera sylvatica Roxb.
- Mangifera timorensis Blume
- Mangifera transversalis Kosterm.
- Mangifera zeylanica (Blume) Hook.f.

## Zastosowanie
- Owoce mango indyjskiego są popularnymi owocami jadalnymi. W roślinie tej występuje glikozyd, zwany mangiferyną, który działa przeciwdrobnoustrojowo, przeciwwirusowo, przeciwzapalnie, przeciwbólowo, przeciwcukrzycowo oraz zapobiega rozwojowi miażdżycy[10].